# Eilema restricta
Eilema restricta là một loài bướm đêm thuộc phân họ Arctiinae, họ Erebidae.